# Orectochilus punctipennis
Orectochilus punctipennis là một loài bọ cánh cứng trong họ van Gyrinidae. Loài này được Sharp miêu tả khoa học năm 1884.